# Akkad (stad)

Kaart van het Midden-Oosten met de uitbreiding van het Akkadische Rijk, de ligging van het gebied Akkad en de locatie van de stad Akkad (bij benadering)

Akkad (ook wel geschreven als Akkade of Agade) was de hoofdstad van het Akkadische Rijk, de belangrijkste macht in Mesopotamië aan het eind van het derde millennium v.Chr. Akkad is alleen bekend uit schriftelijke bronnen. De precieze ligging van Akkad is onbekend, maar onderzoekers hebben een aantal archeologische vindplaatsen aangewezen die Akkad zouden kunnen zijn. De meest recente voorstellen plaatsen Akkad ten oosten van de Tigris.

## Akkad in schriftelijke bronnen
Voordat Akkad werd geïdentificeerd in spijkerschriftteksten uit Mesopotamië was de stad enkel bekend uit Genesis 10:10, waar de naam geschreven werd als אַכַּד (Accad). De stad is inmiddels bekend uit meer dan 160 spijkerschriftteksten, daterend van de Akkadische periode zelf (2350–2170 of 2230–2050 v.Chr., volgens respectievelijk de Midden- of Korte Chronologie), tot aan de 6e eeuw v.Chr. De naam van de stad wordt gespeld als a-ga-dèKI of URIKI, wat vertaald wordt als Akkad, Akkade of Agade. De betekenis van de naam is onbekend. De etymologie van a-ga-dè is ook onbekend maar niet van Akkadische oorsprong. In plaats daarvan is een Sumerische, Hurritische of Lullubische etymologie voorgesteld. De niet-Akkadische oorsprong van de plaatsnaam duidt erop dat de stad mogelijk al in pre-Sargonische tijd werd bewoond. Dit wordt ondersteund doordat de stad ook al in een pre-Sargonische jaarnaam wordt genoemd. De inscriptie op het Bassetkibeeld vermeldt dat de inwoners van Akkad een tempel voor Naram-Sin bouwden nadat deze een opstand tegen zijn heerschappij onderdrukt had.

## Locatie van Akkad

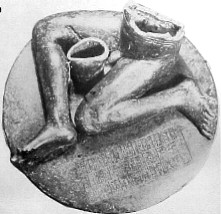
Bassetkibeeld
(ca. 2300-2200 v.Chr.), Nationaal Museum van Irak
----
Uit de periode van Naram-Sin met een inscriptie waarin de bouw van een tempel in Akkad wordt vermeld

De locatie van Akkad is onbekend, maar onderzoekers hebben verschillende suggesties gedaan. Veel oudere suggesties plaatsten Akkad langs de Eufraat. Recenter onderzoek komt tot de conclusie dat een locatie aan de Tigris waarschijnlijker is. De identificatie van Akkad met Sippar ša Annunîtum (het huidige Tell ed-Der), langs een kanaal tegenover Sippar ša Šamaš (het huidige Tell Abu Habba) is ontkracht op basis van spijkerschriftteksten die elkaar tegenspreken. Nabonidus, de laatste koning van Babylon, beschreef de restauratie van tempels in Sippar ša Annunîtum en Akkad in dezelfde tekst, wat erop duidt dat het verschillende plaatsen waren. De archeoloog Harvey Weiss combineerde spijkerschriftteksten, topografische en archeologische data en concludeerde dat Akkad het huidige Ishan Mizyad, een grote archeologische vindplaats 5 km ten noordwesten van Kish, moet zijn. Opgravingen in Ishan Mizyad hebben aangetoond dat de vindplaats uit de Ur III-periode stamt, en niet uit de Akkadische periode.
Recente studies achten een locatie aan, of ten oosten van de Tigris waarschijnlijk. Christophe Wall-Morana analyseerde ongeveer 90 spijkerschriftteksten waarin de stad Akkad genoemd wordt en ontdekte dat deze allemaal op een locatie bij de monding van de Diyala in de Tigris duiden. Op basis van andere historische en archeologische data stelde Wall-Morana voor dat Tell Muhammad, in een zuidoostelijke buitenwijk van Bagdad, de meest waarschijnlijke kandidaat is. Archeologisch onderzoek in deze vindplaats heeft tot nu toe geen resten uit de Akkadische periode aangetroffen. Assyrioloog Julian Reade heeft gesuggereerd dat Akkad geïdentificeerd moet worden met Qadisiyah, verder naar het noorden langs de Tigris. Op deze vindplaats, ten noorden van Samarra en ten zuiden van de monding van de 'Adhaim in de Tigris, is een fragment gevonden van een groot beeld uit de Oud-Akkadische periode. Het fragment bevindt zich in het British Museum. Wanneer compleet zou dit beeld het grootste in zijn soort zijn. Reade's suggestie dat Akkad en Qadisiyah dezelfde plaats zijn sluit aan bij een eerdere studie van Assyrioloog Aage Westenholz, die ook tot de conclusie kwam dat Akkad in de buurt van de monding van de 'Adhaim in de Tigris moet liggen.